# Viersel

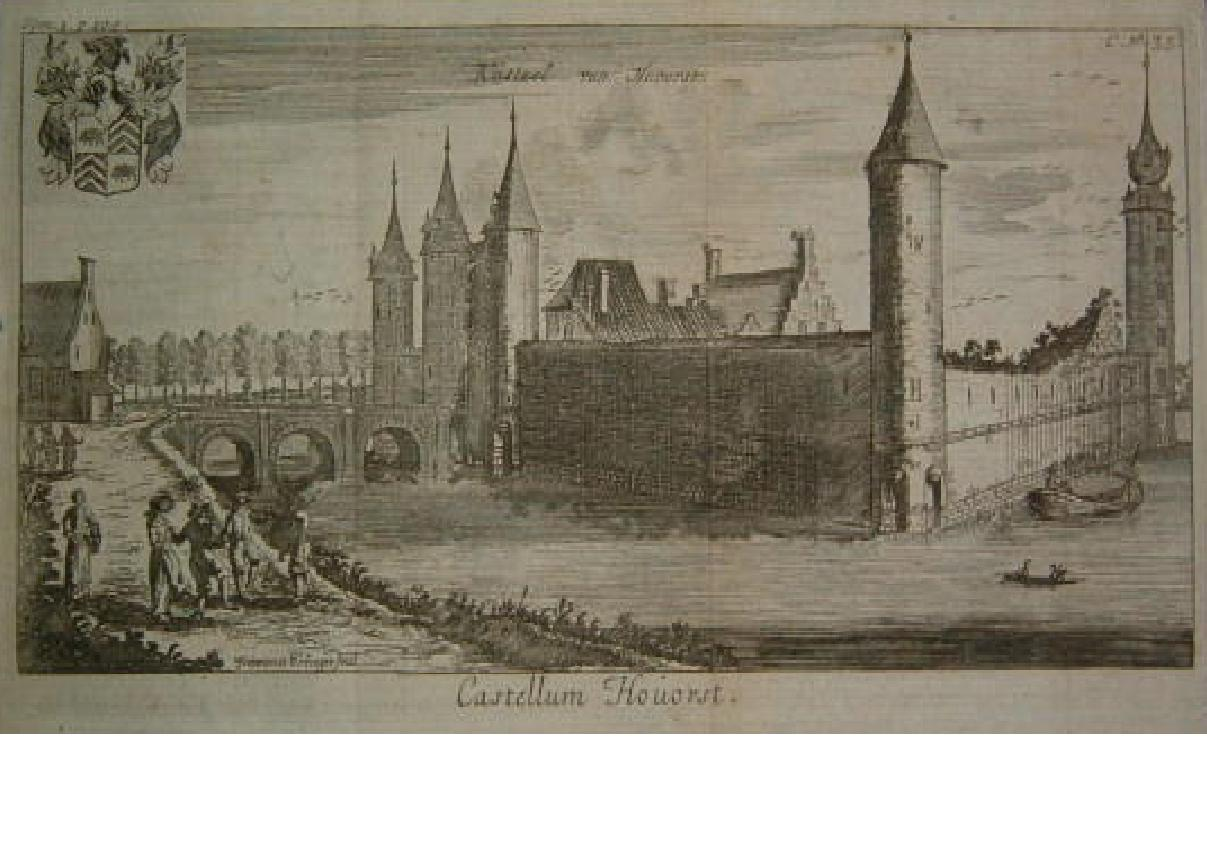
Kopergravure van het kasteel van Hovorst

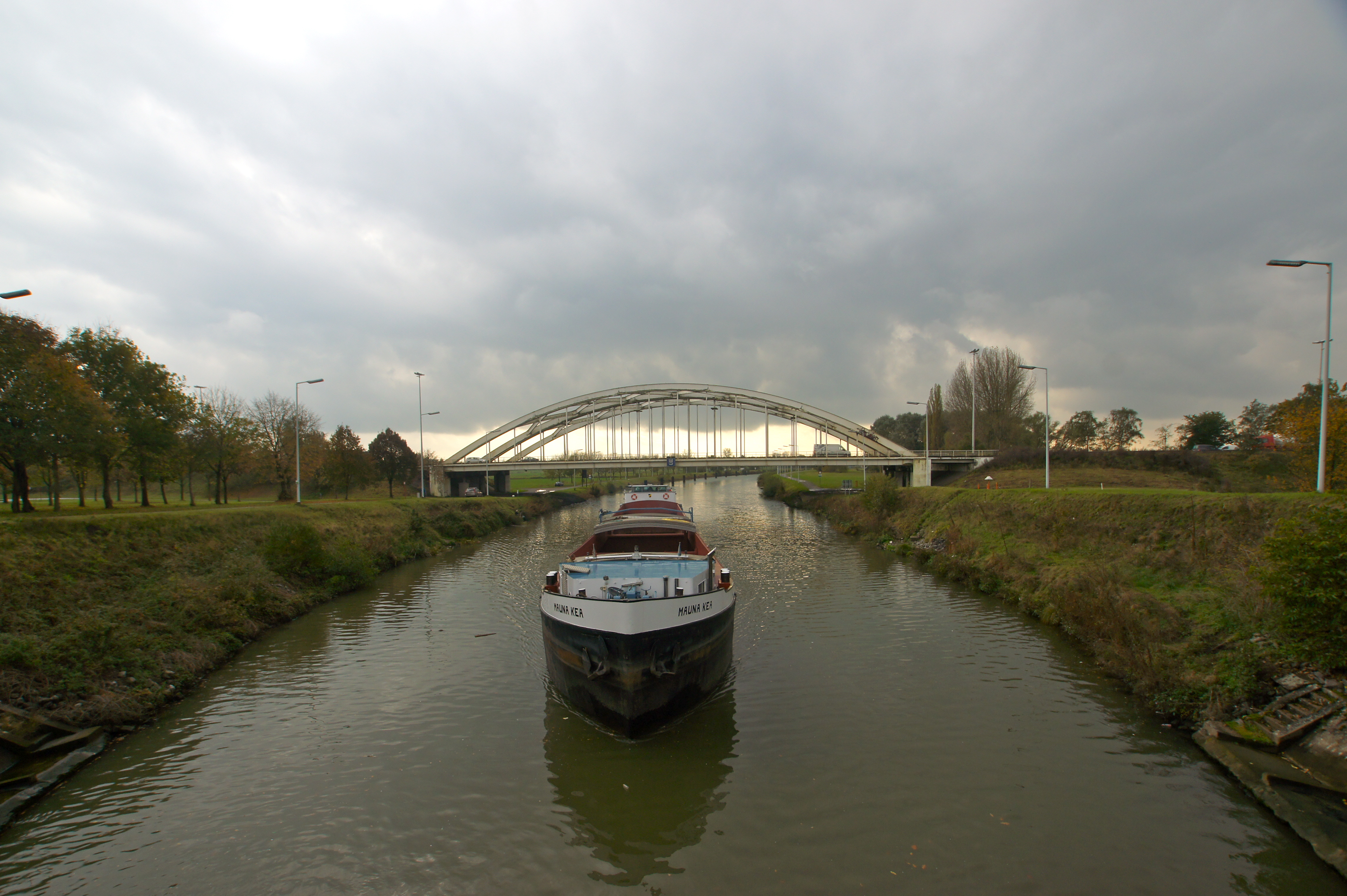
Brug van de E313 over het Netekanaal

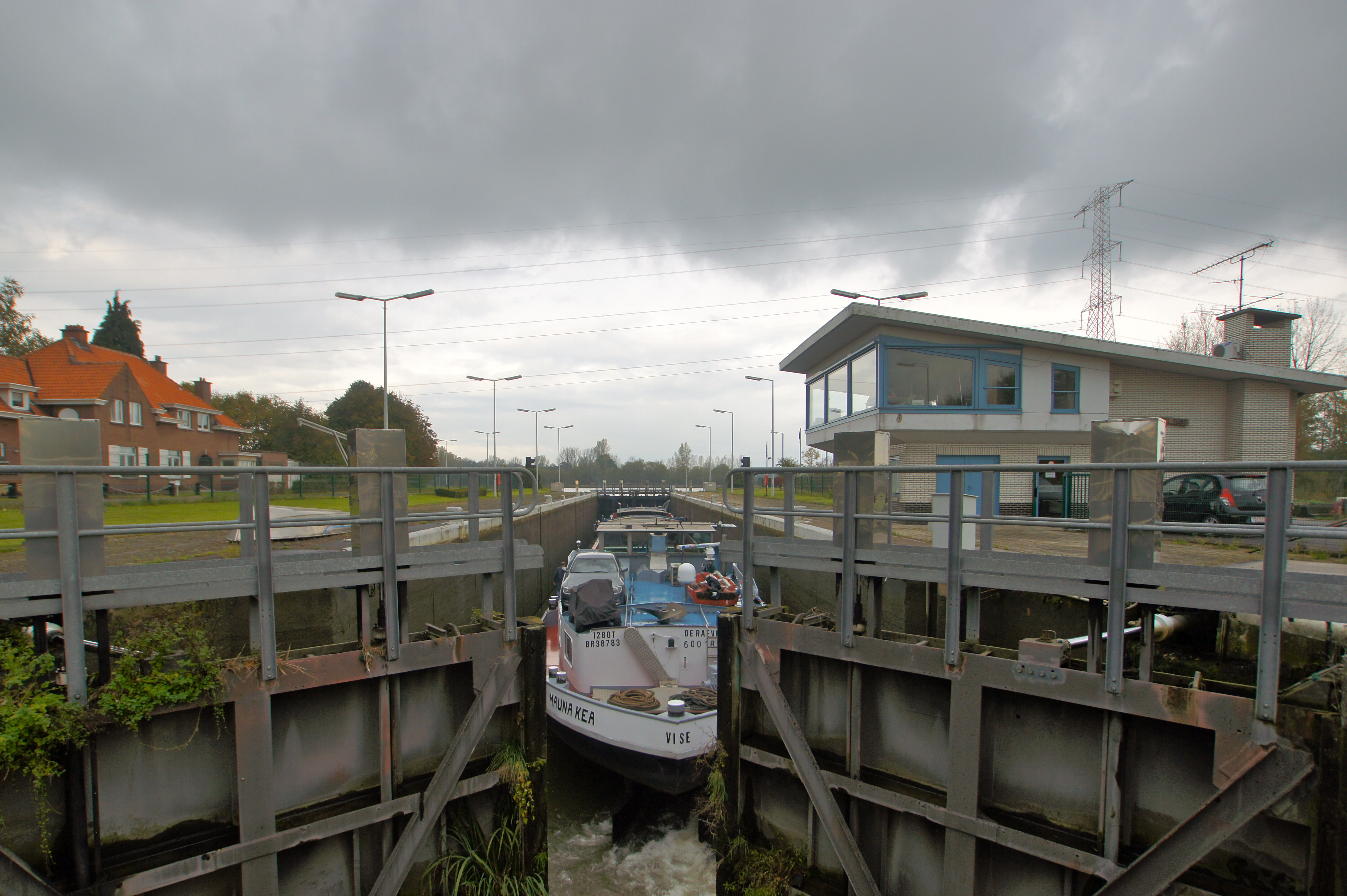
Vierselsluis in het Netekanaal

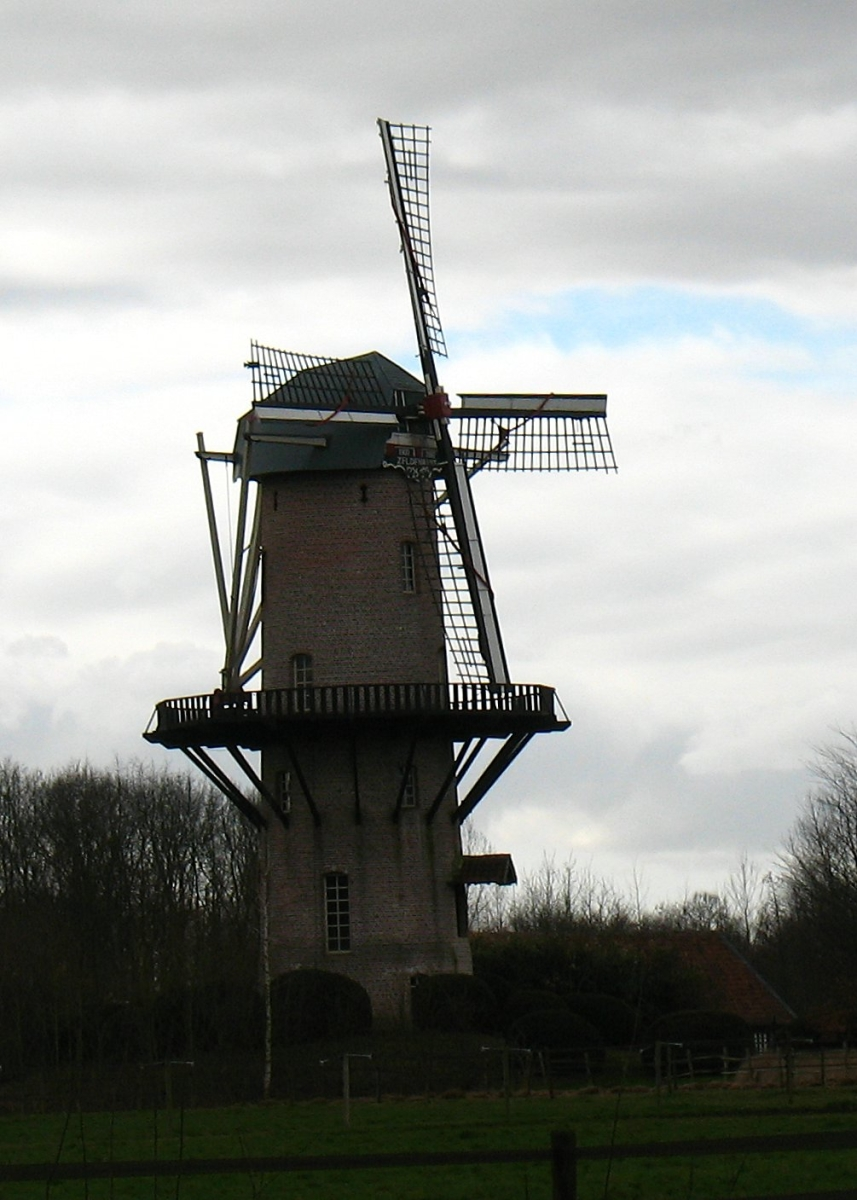
Molen de Zeldenrust

Viersel is een deelgemeente van Zandhoven in het Land van Rijen, in de Antwerpse Kempen, provincie Antwerpen, België. Viersel was een zelfstandige gemeente tot aan de gemeentelijke herindeling van 1977.

## Geschiedenis

### Middeleeuwen
De oorsprong van Viersel gaat terug op een Frankische nederzetting. Viersel is mogelijk de villa Sprusdare geweest op de rivier Huita of Hnita, het vaderlijke erfgoed van Rauchingus, dat door deze gezagsdrager in Antwerpen samen met nog andere giften geschonken werd aan de heilige Willibrordus in 726.
Viersel wordt vermeld in een oorkonde van het kapittel van Hilvarenbeek, gelegen in Noord-Brabant. In deze oorkonde uit 1157, geeft het kapittel twee vrije hoeven te Viersel in erfpacht aan de abdij van Tongerloo.
Over het grondgebied van het huidige Viersel liep tijdens de middeleeuwen - en vermoedelijk zelfs sinds de Romeinse tijd - de zogenaamde Keulsebaan, ook genaamd Herentalsebaan, de slagader van het toenmalige handelsverkeer met Duitsland.
De plaats werd toen meestal Voorschoten genoemd (1144: eerst vermelding) naar het gehucht dat toen naast dit van Viersel (1213: eerste vermelding) op het grondgebied van het huidige Viersel voorkwam en dat het eigenlijke Viersel in belang overtrof.

### Ancien régime
Eerst wanneer op het einde van de 16de eeuw Voorschoten bijna totaal verwoest werd ten gevolge van de oorlogsomstandigheden, verdrong de naam Viersel die van Voorschoten. Voorschoten bleef nog lange tijd de naam van de parochie, die tot in 1839 verbonden bleef met die van Massenhoven onder eenzelfde pastoor.
Voorschoten werd in 1644 samen met Massenhoven en Halle verkocht door Filips IV aan Adriaan Brouwerts. Later kwam de heerlijkheid in het bezit van Alexander van Zinnick en van de familie de Villegas (1672 tot aan het einde van het ancien régime). Het grondgebied van het huidige Viersel omvatte ook nog de heerlijkheid Hovorst in het gehucht Vierseldijk, dat tot 1684 tot Zandhoven behoorde.
De heerlijkheid Hovorst behoorde aanvankelijk aan de geslachten van Hovorst en van Bygaerden. In het begin van de 15de eeuw kwam ze door koop vanwege Florens van Bygaerden in het bezit van Nikolaas van de Werve, die er het kasteel van Hovorst liet bouwen. De familie van de Werve behield de heerlijkheid tot omstreeks het midden van de 17de eeuw.
Langs vrouwelijke linie ging Hovorst toen over aan de familie de Villegas. In 1675 werd de heerlijkheid door Melchior de Villegas tot de rang van baronie verheven.
Ten tijde van het beleg van Antwerpen werden in Viersel de Staatse verdedigers van de stad op 5 augustus 1583 verslagen.

### Moderne tijd
Tijdens de Eerste Wereldoorlog werd de kerk zwaar getroffen.

## Geografie
Voor de vorming van de gemeenten in 1793, vormde het dorp één heerlijkheid met de andere deelgemeente Massenhoven. Viersel bestaat uit drie gehuchten: Voorschoten, Bergen (met centrum Lammerenberg) en Vierseldijk. Dit laatste wordt van de rest van het dorp gescheiden door de E313 en het Albertkanaal.
Een groot gedeelte van Viersel ligt lager dan het waterniveau van de Nete — het dorp ligt in de Netevallei, en men vindt er veel wateroppervlakken: de Gebrokenloop, het Albertkanaal, de Kleine Nete, het Netekanaal, de Molenbeek, de Klein Beek, de Venloop en de Pulse Beek.

## Demografische ontwikkeling
- Bronnen:NIS, Opm:1831 tot en met 1970=volkstellingen; 1976 = inwoneraantal op 31 december

## Bezienswaardigheden
- De VHF22-sluis (Nederviersel) - Aanzet en verbinding van het Netekanaal met het Albertkanaal
- De Sint-Willibrorduskerk - aan de Beemdstraat, met gotisch koor en transept (15de eeuw). Er staat een 17de-eeuwse doopvont en een preekstoel van Artus Adriaensens (1679)
- Het Kasteel Hovorst - Sinds de 15de eeuw herhaaldelijk verbouwd. In 1913 kreeg het zijn huidig uitzicht in Vlaamse renaissance. Het heeft verder een kasteelhoeve en dienstgebouwen, een mooie beukendreef en een bosrijke omgeving met park.
- De Schandpaal - Op het kruispunt met de Herentalsebaan en de Hofstraat tref je de Schandpaal aan, een heerlijkheidsteken dat omstreeks 1675 werd opgericht door de heren van Hovorst.
- Het Kasteel Hovorst aan de Hofstraat
- De Hofmolen - De voormalige graanwatermolen op de Molenbeek van 1662 werd in 1884 volledig verbouwd.
- De windmolen Zeldenrust
- De Brouwerij - Ter hoogte van de Herentalsebaan en de Veerstraat bevindt zich voormalige Brouwerij, waarin later de leefgemeenschap Leven in de Brouwerij werd gevestigd, gesticht door pater Luc Versteylen. Hier ontstond in de jaren 1970 de Anders Gaan Leven-beweging, waaruit in 1979 ook de politieke partij Agalev voortkwam, één van de Europese groene partijen.

## Natuur en landschap
Viersel ligt aan het Albertkanaal en aan het Netekanaal dat hier aftakt en hier min of meer parallel loopt aan de Kleine Nete. Tussen de twee kanalen en het riviertje ingesloten ligt Nederviersel, waar zich ook de sluis bevindt.
Het Viersels Gebroekt is een natuurreservaat gelegen in de vallei van de Kleine Nete.

## Economie

### Verleden
De bevolking van Viersel leefde in het verleden in hoofdzaak van landbouw. Er ontwikkelde zich echter een plaatselijke nijverheid met een brouwerij (1836), een kaarsenfabriek (1834), een linnenweverij (1834), een spinnerij (1880), houtverwerkende bedrijven (19de eeuw) en diamantslijperijen (tussen de twee wereldoorlogen).

### Heden
Tot op de dag van vandaag blijft de belangrijkste bedrijvigheid de landbouw en veeteelt, meer bepaald de hoenderkweek. Daarnaast is er enige diamantindustrie. De jongste jaren evolueerde de gemeente tot een woonforensengemeente.

## Sport

### Evenementen
Elk jaar vindt hier de Diamond Race (waterski) plaats.
Elk jaar vindt hier de grote rommelmarkt van Chiro Viersel plaats.

## Geboren in Viersel
- Pieter Jan Baptist De Herdt (1810-1883), kanunnik en auteur
- Joseph Spruyt (1943), wielrenner
- Lize Spit (1988), schrijfster

## Nabijgelegen kernen
Massenhoven, Zandhoven, Broechem. Emblem